# Tjalmepieljaure
Tjalmepieljaure är en sjö i Gällivare kommun i Lappland som ingår i Råneälvens huvudavrinningsområde.